# Haundorf

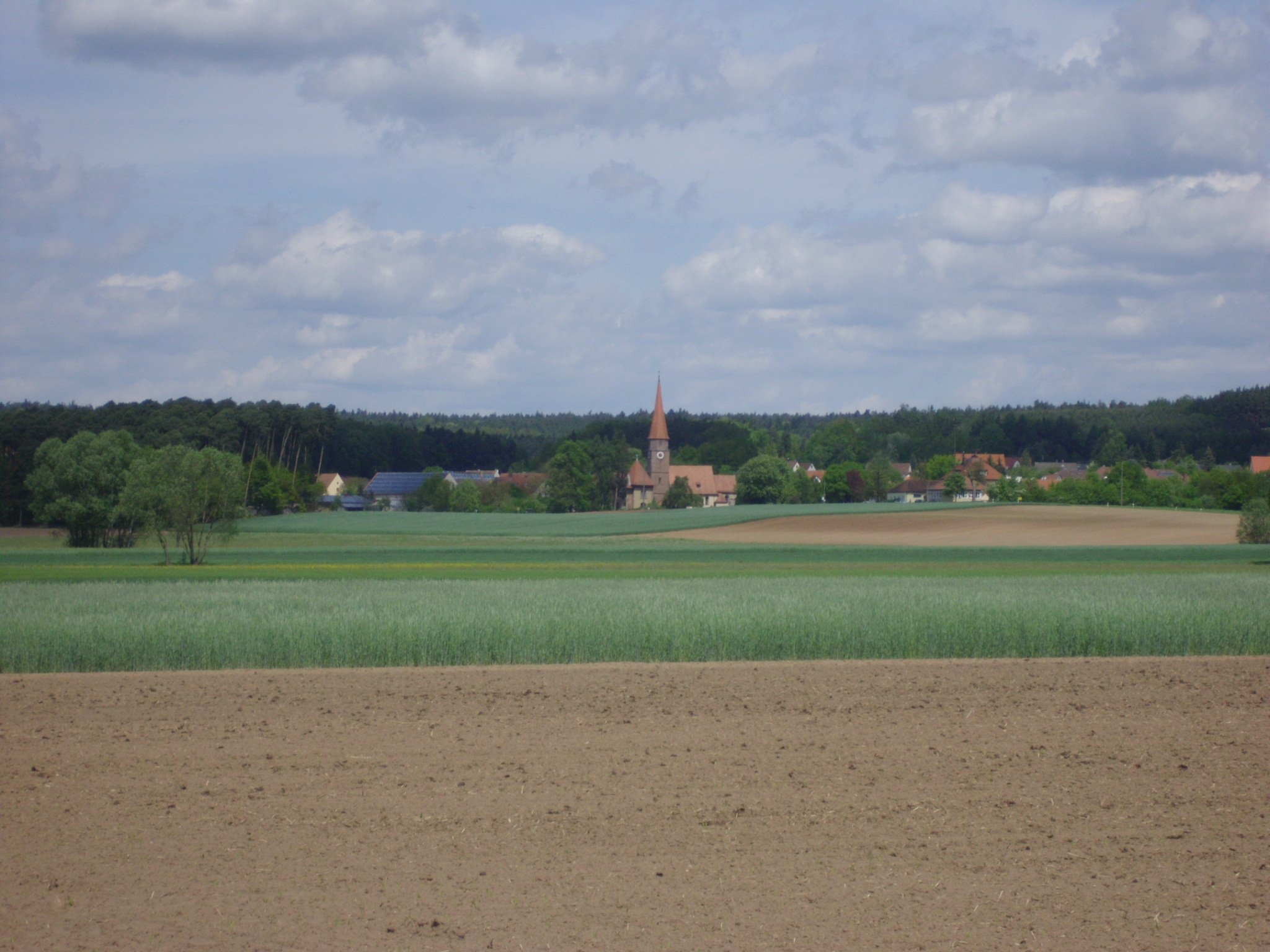
Haundorf

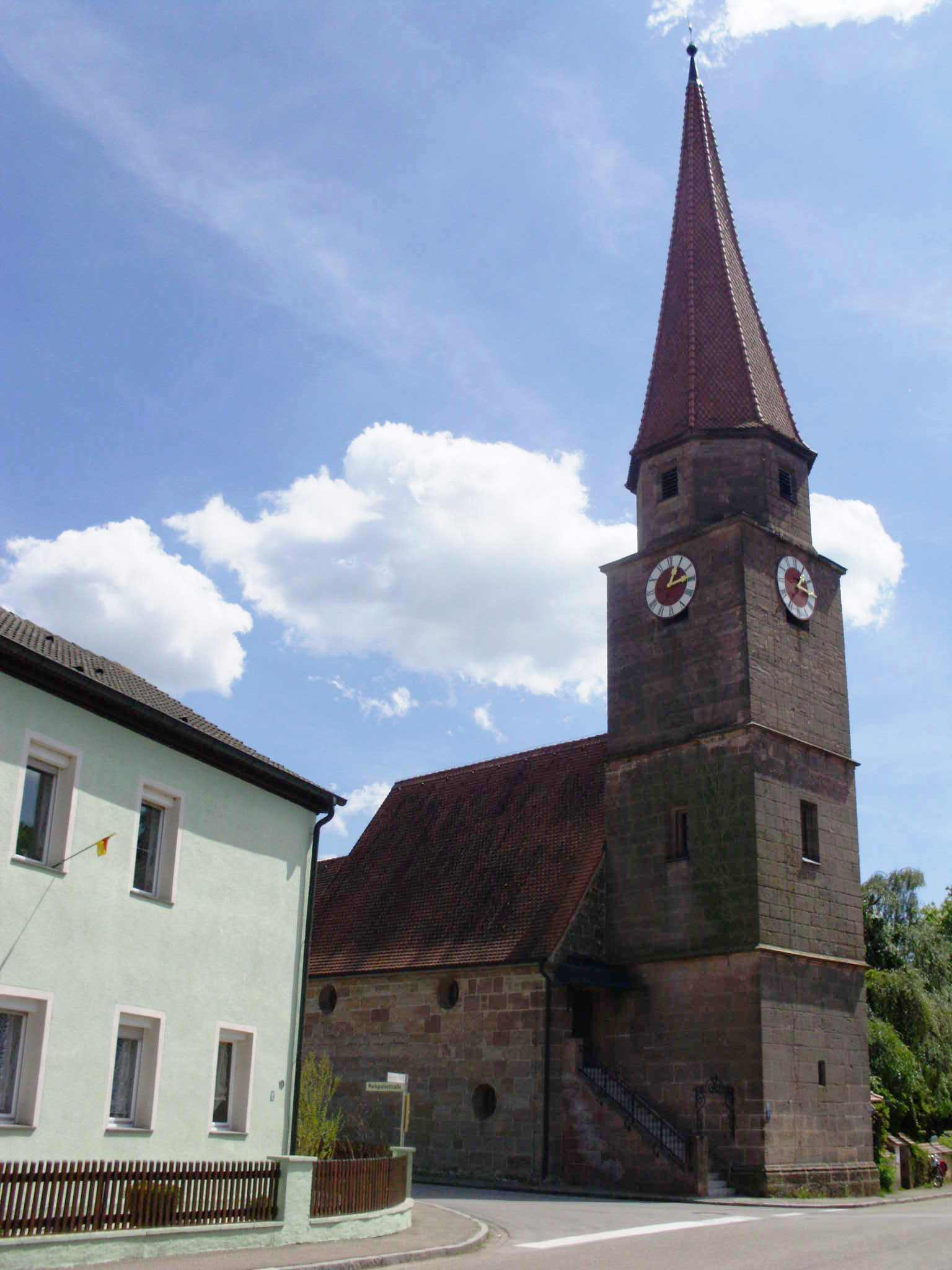
Evangelisch-lutherische Pfarrkirche St. Wolfgang

Haundorf ist eine Gemeinde im mittelfränkischen Landkreis Weißenburg-Gunzenhausen.

## Geographie

### Lage
Die Gemeinde liegt im Nordwesten des Landkreises Weißenburg-Gunzenhausen in der Region Westmittelfranken am nördlichen Rand des Fränkischen Seenlandes. Der Ort befindet sich in der Mönchswaldregion, einem hügeligen und waldreichen Wandergebiet. Während der eigentliche Mönchswald in der Gemeinde Muhr am See liegt, prägen der Haundorfer Wald und der Gräfensteinberger Wald die Gemeinde Haundorf. Südlich liegen mehrere, unter anderem auch touristisch genutzte Weiherketten, darunter der Haundorfer Weiher, der Holzweiher, der Schleißbühlweiher, der Branderweiher, der Speckweiher, der Eichenberger Weiher, der Ödweiher und der Koppenweiher. Im Süden fließt der Altmühlüberleiter, der unweit östlich der Gemeindegrenze in den Kleinen Brombachsee mündet. Auf dem Gemeindegebiet liegen zahlreiche Quellen, darunter südlich des Ortsteils Gräfensteinberg die des Brombachs, des Namensgebers des Brombachsees. Weitere Fließgewässer in der Gemeinde sind der Laubenzedeler Mühlbach und der Erlbach. In der Gemeinde trennt die Europäische Hauptwasserscheide die Einzugsgebiete von Rhein und Donau. Die Bundesstraße 466 durchquert die Gemeinde. Erhebungen am Rande des Spalter Hügellandes sind der Mönchsberg (529 m), der Hintere Mönchsberg (500 m), der Haubenberg (505 m), der Mittelberg (512 m), der Büchelberg (465 m) und der Kammerberg (460 m). Am südöstlichen Rand der Gemeinde liegt das Naturschutzgebiet Brombachmoor. Im Norden grenzt die Gemeinde an die beiden benachbarten Landkreise Ansbach und Roth. Auf dem Gemeindegebiet liegt nahe Oberhöhberg der nördlichste Punkt des Landkreises Weißenburg-Gunzenhausen.

### Nachbargemeinden
Die Nachbargemeinden sind:
| Merkendorf, Wolframs-Eschenbach | Mitteleschenbach                            | Spalt   |
| Gunzenhausen, Muhr am See       | Kompassrose, die auf Nachbargemeinden zeigt | Absberg |
| Gunzenhausen                    | Pfofeld, Gunzenhausen                       | Pfofeld |

### Gemeindegliederung
Es gibt 22 Gemeindeteile (in Klammern ist der Siedlungstyp angegeben):
- Aue (Dorf)
- Brand (Dorf)
- Brombach (Kirchdorf)
- Dematshof (Einöde)
- Eichenberg (Dorf)
- Geiselsberg (Dorf)
- Geislohe (Weiler)
- Gräfensteinberg (Pfarrdorf)
- Gutzenmühle (Einöde)
- Haundorf (Pfarrdorf)
- Leidingendorf (Weiler)
- Lindenbühl (Forsthaus)
- Neuhof (Einöde)
- Obererlbach (Pfarrdorf)
- Oberhöhberg (Dorf)
- Röthenhof (Weiler)
- Seitersdorf (Dorf)
- Stixenhof (Einöde)
- Straßenhaus (Weiler)
- Straßenwirthshaus (Weiler)
- Thierhof (Einöde)
- Unterhöhberg (Weiler)

Es gibt die Gemarkungen Gräfensteinberg, Haundorf und Obererlbach. Die Gemarkung Haundorf hat eine Fläche von 26,868 km². Sie ist in 1754 Flurstücke aufgeteilt, die eine durchschnittliche Flurstücksfläche von 15318,06 m² haben. In ihr liegen neben dem namensgebenden Ort die Gemeindeteile Aue, Dematshof, Eichenberg, Gutzenmühle, Leidingendorf, Lindenbühl, Oberhöhberg, Seitersdorf, Stixenhof, Straßenhaus, Straßenwirthshaus und Unterhöhberg.

## Geschichte

### Bis zur Gemeindegründung
Haundorf gehörte zum 1792 von Preußen erworbenen Fürstentum Ansbach und ab 1500 zum Fränkischen Reichskreis. Als Teil Ansbachs fiel Haundorf im Vertrag von Paris 1806 durch Tausch an das Königreich Bayern. Im Zuge der Verwaltungsreformen in Bayern entstand mit dem Gemeindeedikt von 1818 die Gemeinde.

### Erholungsort
Seit 1997 ist Haundorf ein staatlich anerkannter Erholungsort.

### Eingemeindungen
Die neue Gemeinde Haundorf wurde im Zuge der Gemeindegebietsreform am 1. Juli 1972 durch den Zusammenschluss der Gemeinden Eichenberg, Gräfensteinberg und Haundorf gebildet. Obererlbach kam am 1. Januar 1977 hinzu.

### Einwohnerentwicklung
| Stand     | 1961 | 1970 | 1987 | 1991 | 1995 | 2000 | 2005 | 2010 | 2015 | 2020 |
| --------- | ---- | ---- | ---- | ---- | ---- | ---- | ---- | ---- | ---- | ---- |
| Einwohner | 1713 | 1721 | 1909 | 2156 | 2393 | 2560 | 2695 | 2683 | 2763 | 2697 |

## Politik und Verwaltung
Die Gemeinde ist Mitglied der Verwaltungsgemeinschaft Gunzenhausen.
Erster Bürgermeister ist Christian Beierlein (Wählergemeinschaft Obererlbach).

### Wappen
| Wappen von Haundorf | Blasonierung: „Über von Silber und Schwarz geviertem Schildfuß in Rot schräg gekreuzt eine silberne Armbrust und ein silbernes Zimmermannsbeil.“ |
| Wappen von Haundorf | Wappenbegründung: Das Beil ist das Attribut des Heiligen Wolfgang, dem die Kirche in Haundorf geweiht ist. Sie wurde 1446 fertig gestellt und 1706 umgestaltet. Der von Silber und Schwarz gevierte Schildfuß erinnert an die einstige Landesherrschaft der Markgrafen von Brandenburg-Ansbach. Carl Wilhelm Friedrich ließ hier 1738 von Leopold Retti das markgräfliche Jagdhaus Georgenthal errichten. Darauf weist die Armbrust im Gemeindewappen. Dieses Wappen wird seit 1966 geführt. |

## Baudenkmäler
- Evangelisch-lutherische Pfarrkirche St. Wolfgang von 1449, bezeichnet im Innern mit „1458“, Westturm aus dem 16. Jahrhundert (Turmoktogon von 1711, Spitzhelm); Inneres 1706 barockisiert; kreuzrippengewölbter Ostchor.[12]

## Wirtschaft und Infrastruktur

### Wirtschaft einschließlich Land- und Forstwirtschaft
Im Jahre 2021 gab es nach der amtlichen Statistik im produzierenden Gewerbe 74 und im Bereich Handel und Verkehr 56 sozialversicherungspflichtig Beschäftigten am Arbeitsort. In sonstigen Wirtschaftsbereichen lag dieser Wert bei 20 Personen. Sozialversicherungspflichtig Beschäftigte am Wohnort gab es 1149. Im verarbeitenden Gewerbe gab es keine, im Bauhauptgewerbe zwei Betriebe. Zudem bestanden im Jahr 2020 41 landwirtschaftliche Betriebe mit einer landwirtschaftlich genutzten Fläche von 1335 Hektar, davon waren 759 Hektar Ackerfläche und 576 Hektar Dauergrünfläche.
Der Gemeindeteil Brand hat seit dem Jahr 2000 ein Gewerbegebiet, das die Ansiedlung von Industrie in der Gemeinde fördern soll.

### Verkehr
Die Gemeinde wird durch Bundesstraße 466 erschlossen, die durch die Gemeindeteile Brand und Obererlbach verläuft.
Der nächste Bahnhof befindet sich in Gunzenhausen.

### Bildung
2022 gab es folgende Einrichtungen:
- Drei Kindertageseinrichtungen: 149 genehmigte Betreuungsplätze, 135 betreute Kindern
- Zwei Volksschulen: 19 Lehrkräfte, 234 Schülerinnen und Schülern